# Norddeutsche Turnmeisterschaften 1935

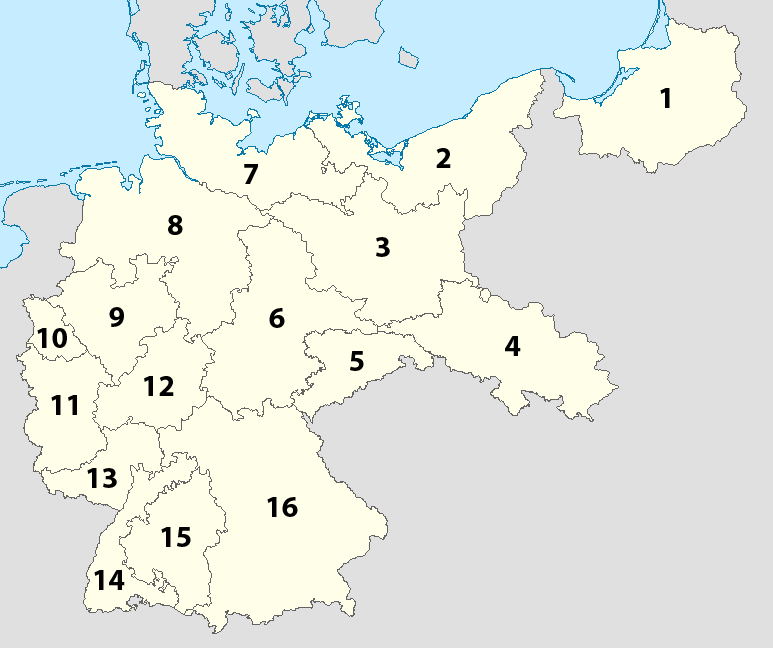
Gebietsstand der Sportbereiche 1933; Gau 7 Nordmark

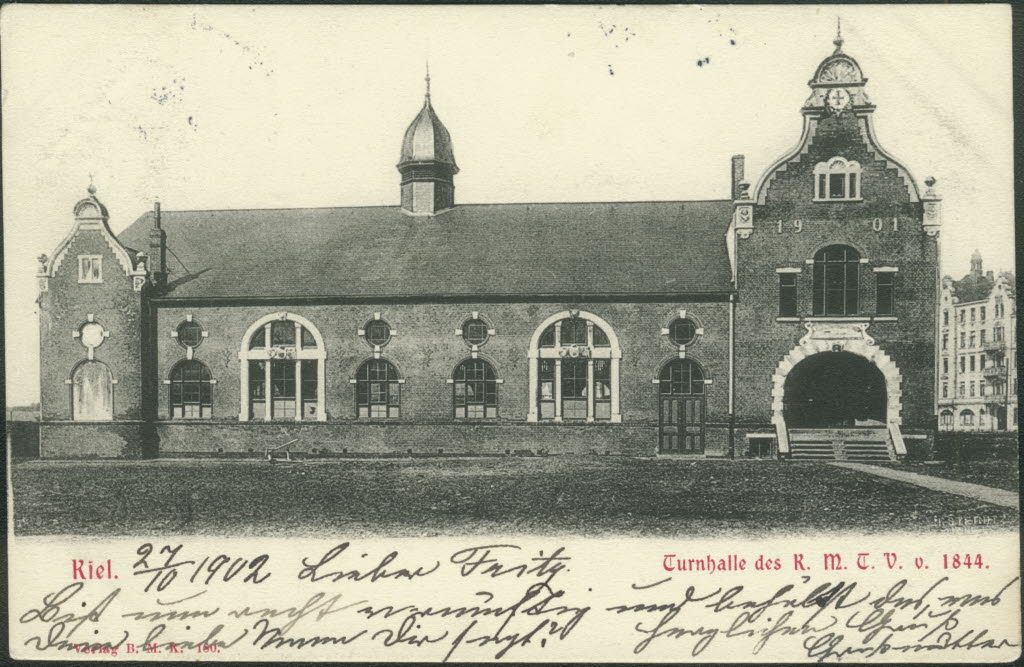
Turnhalle des Kieler Männer-Turnvereins (etwa 1902)

Die Norddeutschen Turnmeisterschaften 1935 fanden am 31. März 1935 in Kiel statt.
Sie wurde als zweite Gaugerätemeisterschaften des Gaues 7 – Nordmark – der Deutschen Turnerschaft in der Halle des Kieler Männerturnvereins ausgetragen.
Gaumeister im Gerätezehnkampf wurde Karl Streicher vom Kieler Männerturnverein von 1844.
Einzelmeister an der Geräten wurden:
- Reck – Hans Pfeiffer, (Hamburger Turnerschaft von 1816)
- Barren – Hans Pfeiffer, Hamburger Turnerschaft von 1816 und Karl Streicher
- Pferdsprung – Hans Pfeiffer, (Hamburger Turnerschaft von 1816)
- Seitpferd – Karl Streicher und Hubert Reddersen, Turnerbund Eilbek
- Freiübung – Karl Streicher
- Ringe – Ernst Jürgensen, (Hamburger Turnerschaft von 1816)[2]

Die Einzelwertung:
| Platz | Name                | Zugehörigkeit                              | Gesamtpunktzahl |
| ----- | ------------------- | ------------------------------------------ | --------------- |
| 1     | Karl Streicher      | Kieler MTV 1844                            | 190,5           |
| 2     | Hans Pfeiffer       | HT 1816                                    | 190             |
| 3     | Hubert Reddersen    | Turnerbund Eilbeck                         | 177,5           |
| 4     | Stieper             | MTV Itzehoe                                | 161,5           |
| 5     | Kilgus              | Wandsbek 1861                              | 159             |
| 6     | Baur                | Turnerbund Eilbeck                         | 158,5           |
| 7     | Richter             | Eimsbütteler Turnverband                   | 158             |
| 8     | Ernst Jürgensen     | HT 1816                                    | 154             |
| 9     | Robert Smuda        | Eimsbütteler Turnverband                   | 150,5           |
| 10    | Hanke               | Lübecker Turnerschaft                      | 148             |
| 11    | Pelzer              | Mellingdorf                                | 147             |
| 12    | Havermann und Ulber | Preetz bzw. HT 1816                        | beide 144,5     |
| 13    | Bötz                | Hamburger Turnerschaft Barmbeck-Uhlenhorst | 143,5           |